# Star Trak Entertainment

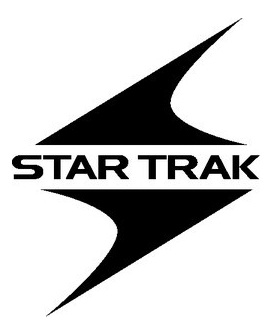
Logo

Star Trak Entertainment es un sello discográfico especializado en hip hop, fundado por Pharrell Williams y Chad Hugo en 2002. Star Trak Entertainment opera como subsidiario de Interscope Records y Universal Music Group.

## Miembros
- Fam-Lay
- The High Speed Scene
- N*E*R*D
- Alyssa Bernal
- Pharrell
- Robin Thicke
- Rosco P. Coldchain
- Snoop Dogg
- Slim Thug
- Retardation
- Natasha Ramos
- Vanessa Marquez
- Clipse
- Spymob
- Philly's Most Wanted